# Lokalne volitve v Sloveniji 2006
Lokalne volitve 2006 so bile namenjene volitvam županov občin ter članov občinskih svetov in svetov četrtnih, krajevnih in vaških skupnosti. Volili so se tudi predstavniki narodnostnih in romskih skupnosti. Izvoljenih je bilo 210 županov (od tega 8 županj) in 3382 občinskih svetnikov.
Prvi krog volitev je potekal v nedeljo, 22. oktobra 2006. Drugi krog volitev, v katerem sta se pomerila županska kandidata, ki sta prejela največ glasov, v občinah, v katerih ni bilo zadostne večine, je potekal 12. novembra 2006.
Volitve so bile v znamenju neodvisnih županskih kandidatov, ki jih je bilo več kot kdajkoli. V drugem krogu je prišlo do nekaterih presenečenj glede na javnomnenjske raziskave. Najtesnejši izid se je zgodil v Izoli, kjer je po zapletih zmagal Tomislav Klokočovnik.